# 猩猩 (妖怪)
猩猩（しょうじょう、猩々）是中国古典籍记载的妖怪，也叫「狌狌」。

## 《本草纲目》
据《本草纲目》记载，猩猩栖息在云南地区哀牢国。毛色黄色，叫声像孩子，但有时叫声会像狗，能理解人的语言，有人的脸和脚，喜欢喝酒。

## 《淮南子》
《淮南子》则记载猩猩的智力被认为能知道过去，但不知道未来。(《淮南子》，前2世纪)另外有说猩猩是北方的动物，人面兽身且黄色”，可以像人一样行走，知道人名，喜欢喝嗜酒。

## 《传奇》
在唐代裴铏《传奇》里，有猩猩骑大象，找蒋武拜托他射死巴蛇的故事。

## 《呂氏春秋．本味》
《呂氏春秋．本味》則說猩猩是一种美食

## 《水經注》
《水經注》则說猩猩像黄狗，又像豪猪。头和脸像人，擅长和人说话，讲话声音像好女子。

## 《山海經》
《山海經·南山經》說狌狌像猴子耳朵白色，能像人一样走路，吃它能更好走路。

## 《爾雅》
《爾雅‧釋獸》有提到猩猩体型小喜欢叫。

## 《禮記》
《禮記·曲禮上》记载猩猩是会说话的动物

## 参看
中国妖怪列表
能言动物